# Sunset Tower
Le Sunset Tower Hotel, anciennement connu sous le nom de St. James's Club et The Argyle, est un bâtiment et hôtel historique du Sunset Strip à West Hollywood, en Californie.
Conçu en 1929 par l'architecte Leland A. Bryant (en), il est considéré comme l'un des plus beaux exemples d'architecture art déco de la région de Los Angeles. Plusieurs célébrités d'Hollywood, notamment John Wayne et Howard Hughes y ont résidé.
Le bâtiment est inscrit au registre national des lieux historiques depuis 1980.
Le Sunset Tower Hotel est utilisé comme lieu de résidence du protagoniste principal dans la série télévisée Lucifer.